# 1496
1496 (MCDXCVI) je bilo prestopno leto, ki se je po julijanskem koledarju začelo na petek.

## Dogodki
- 1. januar

## Rojstva
- 21. december  - Elizabeta Korvin, ogrska princesa († 1508)

Neznan datum
- Gustav I. Vasa , švedski kralj († 1560)